# Перехід підгрупа-надгрупа
Перехід підгрупа-надгрупа (англ. subgroup-supergroup transition) — перехід, при якому група просторової симетрії фази з нижчою симетрією стає підгрупою симетрії фази з вищою симетрією.
Наприклад, перехід низькотемпературного поліморфа кварцу з групою просторової симетрії Р312 (тригональна) в високотемпературний поліморф з групою просторової симетрії Р6222 (гексагональна).